# Agrothereutes longicauda
Agrothereutes longicauda är en stekelart som först beskrevs av Heinrich Habermehl 1935.
Agrothereutes longicauda ingår i släktet Agrothereutes och familjen brokparasitsteklar. Inga underarter finns listade i Catalogue of Life.